# 尼崎21世紀の森
尼崎21世紀の森（あまがさき にじゅういっせいきのもり）は、兵庫県尼崎市南部の臨海地域における県の緑化構想、および市民・行政・企業等の参画と協働による都市計画である。

## 沿革
尼崎市の臨海地域は、重化学工業などにより産業経済を発展させた反面、近代化による自然環境の減少や公害の発生などの課題を抱えた。また産業構造の変化等により発生した工場跡地の問題など、低下した地域活力の再生が急務となっていた。
そこで臨海地域において「人々の暮らしにゆとりと潤いをもたらす 水と緑豊かな自然環境の創出による 環境共生型のまちづくり」を目指し、兵庫県が「尼崎21世紀の森構想」を2002年（平成14年）3月に策定した。その後、工場等の遊休地は減少したが、引続き運河や工場の景観などを活かした取組を進めている。

### 年表

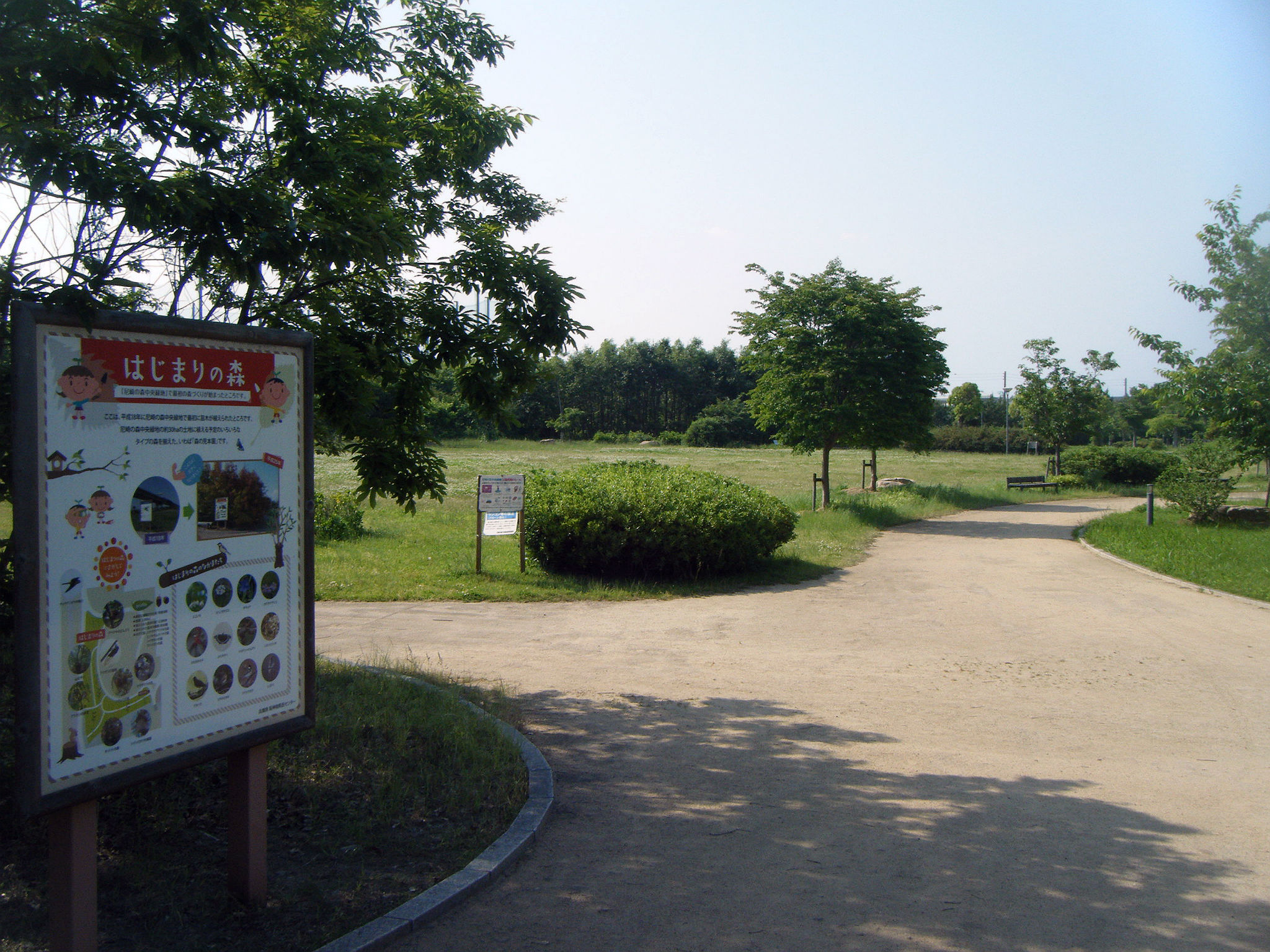
中央緑地・はじまりの森

- 2001年（平成13年）12月 - 国が、尼崎21世紀の森構想を都市再生プロジェクト第3次指定[2]
- 2002年（平成14年）
  - 3月 - 兵庫県が、尼崎21世紀の森構想を策定
  - 8月 - 尼崎市が、尼崎21世紀の森づくり協議会を設置
  - 12月 - 市が、尼崎の森中央緑地等都市計画変更
- 2003年（平成15年）2月 - 県が、尼崎の森中央緑地基本計画策定委員会を設置
- 2004年（平成16年）
  - 1月 - 県が、尼崎の森中央緑地基本計画を策定
  - 9月 - 協議会が、尼崎21世紀の森づくり行動計画を策定
- 2005年（平成17年）2月 - 「NPO法人尼崎21世紀の森」設立
- 2006年（平成18年）5月 - 県が、尼崎の森中央緑地の一部（はじまりの森）を開園

## テーマと展開
まちづくりのテーマおよび展開方向については、以下のように定められている。 

### まちづくりのテーマ
- 森と水と人が共生する環境創造のまち

### まちづくりの展開方向
- 環境の回復・創造、美しい風景の創出
- 活力ある都市の再生
- 既存産業の育成・高度化と新産業の創造
- 豊かな人間性を育み、エコライフスタイルを創造するまちづくり
- すべての主体の参画と協働による交流型のまちづくり

## 対象地域
- 兵庫県尼崎市の国道43号以南（約1,000ha）[3]

## 組織概要
本構想の推進にあたり、市民・企業等がイメージを共有し、積極的に計画を進めるため、学識者等を交えた推進母体となる組織「尼崎21世紀の森づくり協議会」を設置。さらに協議会をサポートする4つの部会を設け、尼崎の森中央緑地基本計画への提案等、森づくり・まちづくりに向けた活動を行なっている。
- 推進母体：尼崎21世紀の森づくり協議会
- 部会：森部会、まちづくり部会、産業部会、発信部会

また、協議会の後方支援等を行なう組織「特定非営利活動法人（NPO） 尼崎21世紀の森」とも連携している。

### 役割
本計画のための推進組織として自主的、積極的に次の3つの役割を担う。
行動計画の策定
市民・行政・企業等各主体の参画と協働による取組を提案し行動計画として策定。また状況に応じ随時見直しを実施。
構想全体の推進に関するマネジメント
構想推進のために各主体に対して参画と協働を呼びかけ、主体間の調整やネットワーク化を図りながら、推進のマネジメントを行なう。
協議会も取組を実践
協議会自らも行動計画の取組を実践。

## 行動計画
本構想の「まちづくりの展開方向」に沿った取組を示すものとして、以下のような枠組みで策定している。
- 100年もの長期に渡る取組であることから、時間軸を以下の通り整理。
  - 短期（3ヶ年、国体開催の2006年度が目標時点） - 具体的な活動項目・役割を示す。
  - 中期（その後10年程度）および長期（20～100年） - 構想の内容を基本に網羅的に取組を示す。
- 森構想のまちづくりの展開方向に沿って整理する。
- 短期的な取組においては、部会横断的な取組についても整理する。

### 実際の取り組み

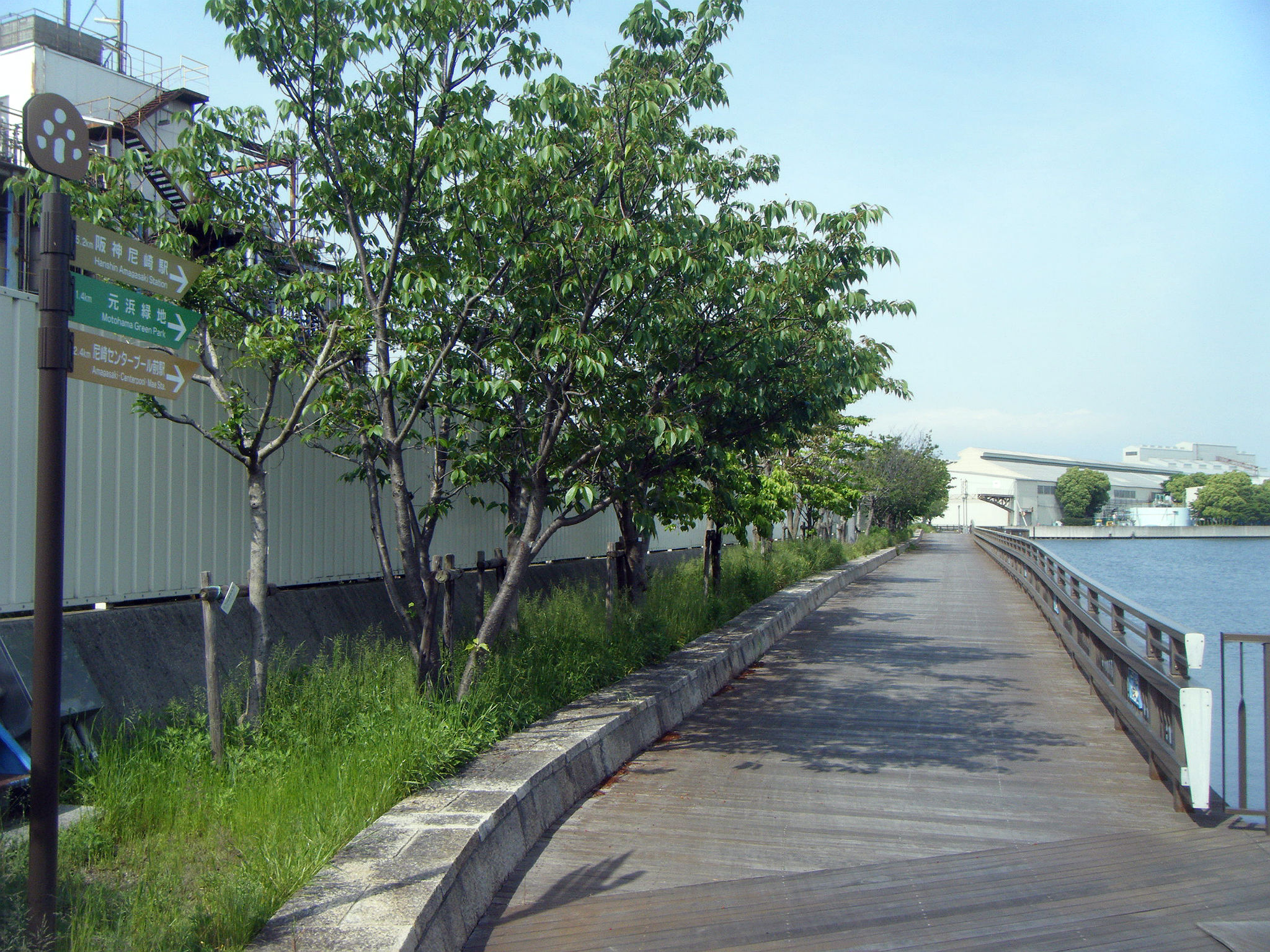
運河沿いの緑化（南堀運河）

上記の行動計画を元に、様々な取組が行なわれている。
まちあるき・緑化
工場敷地内の花壇・壁面などの狭小場所を利用した「すき間緑化」。緑化の知識や技術を高めるための勉強会の他、地域を知るための街歩きなどを実施。
地元・各種団体と連携してのにぎわいづくり
尼崎運河の魅力を伝える「うんぱく～尼崎運河博覧会～」の開催など、臨海地域について発信・再認識するため、各種団体等と連携して実施。また地元の「大庄まつり」などに参加し、住民と一緒に活動を行っている。
工場緑化の推進
2005年～2006年度にかけて企業等が参画した勉強会を実施、市内臨海部における地域の活性化を踏まえた景観の「将来像」と「工場緑化を広げる方法」について提案を取りまとめ、工場敷地内や沿道の緑化を推進。
尼崎21世紀の森緑化賞
市内の国道43号以南において「森と水と人が共生する環境創造のまちづくり」に合致した緑化活動に取り組み、特に優れた功績のあった個人・企業・団体を「尼崎21世紀の森緑化賞」として兵庫県阪神南県民局長より表彰。
尼崎21世紀の森づくりフォーラム
本事業への理解を深めるため、フォーラムを毎年開催。

### 尼崎の森中央緑地

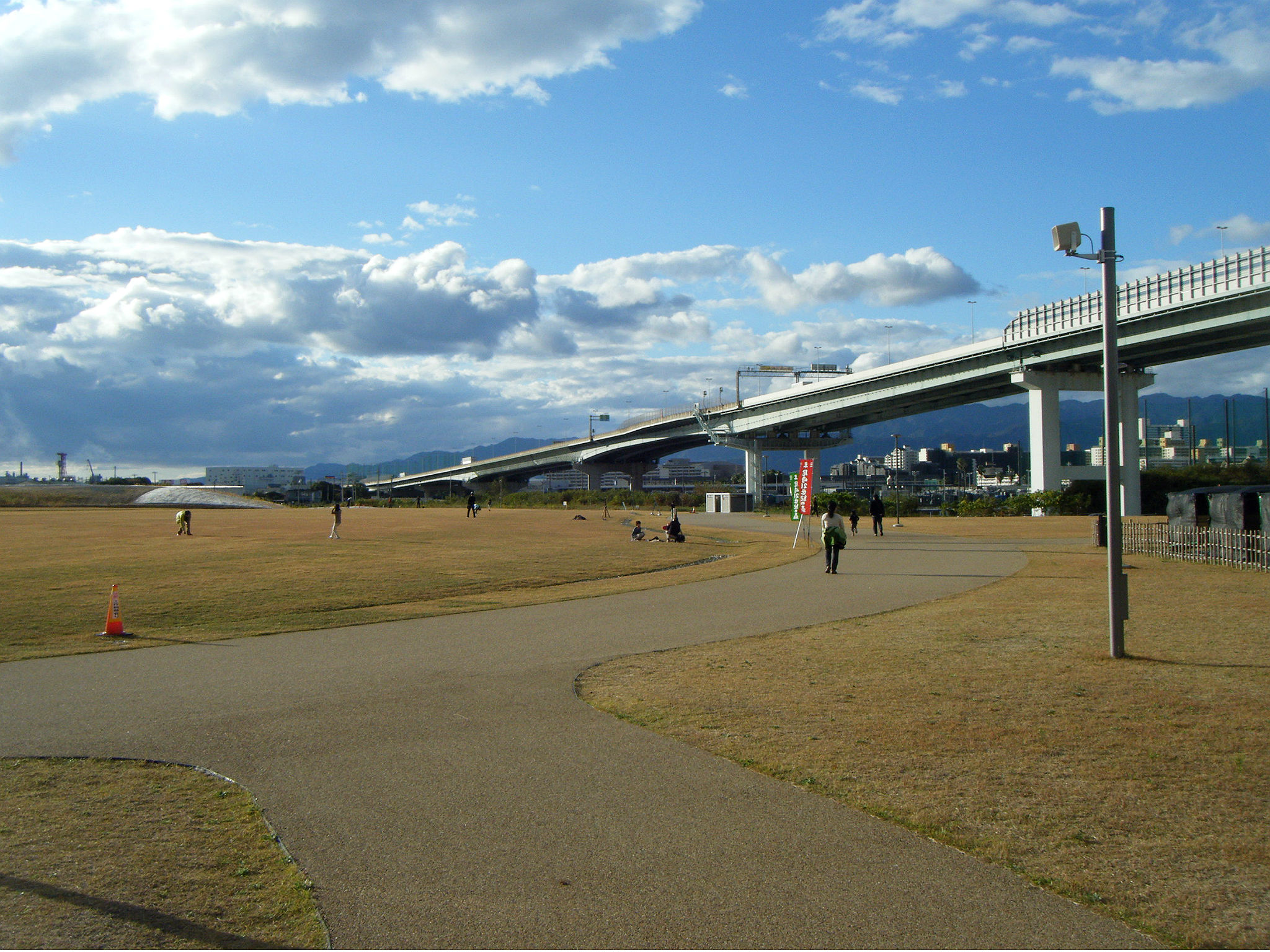
中央緑地・大芝生広場

対象地域において「森と水と人が共生する環境創造のまち」を最も演出できるエリアとして当緑地（約29ha）を先導整備地区に位置づけ、植栽計画を策定・実施している。また苗木の育成や植栽などを市民活動組織「アマフォレストの会」をはじめとする市民、企業等と一緒に進めている。

## イメージ戦略
尼崎21世紀の森のイメージキャラクターは、ポンちゃんとポン子ちゃんである。